# (1019) Strackea
(1019) Strackea és un asteroide pertanyent al cinturó interior d'asteroides descobert el 3 de març de 1924 per Karl Wilhelm Reinmuth des de l'observatori de Heidelberg-Königstuhl, Alemanya. Strackea va ser designat al principi com 1924 QN. Més tard es va nomenar en honor de l'astrònom alemany Gustav Stracke (1887-1943).
Strackea està situat a una distància mitjana del Sol de 1,912 ua, podent allunyar-se fins a 2,048 ua i acostar-se fins a 1,775 ua. Té una excentricitat de 0,07128 i una inclinació orbital de 26,98°. Empra 965,4 dies a completar una òrbita al voltant del Sol. Strackea forma part del grup asteroidal de Hungaria.